# Каботаж
Кабота́ж (на френски: cabotage, от на испански: cabo – „нос“), също така кабота́жно корабоплаване е термин, използван за обозначаване на „плаване на търговски товарен или пътнически съд между морски пристанища на една и съща държава“.
Каботажен съд (кораб) е плавателен съд, което извършва каботаж. Съдовете за каботаж са неголеми и с лека конструкция. Икономическото значение на каботажа за икономиката на държавата се определя от стойността на фрахта за каботажните съдове, която винаги е по-ниска от тарифата на крайбрежния железопътен транспорт. В каботажното плаване се нарича на други езици така:
- френски език – cabotage;
- немски език – Küstenfahrt;
- английски език – coasting trade.[6]

## История
Името на термина произлиза от испанската дума cabo, която значи „нос“. Изначално под термина „каботаж“ се разбирало плаване „от нос до нос“, без излизане в открито море. Това следва да се счита за оригиналното тълкувание на дадения термин. Античните мореплаватели, плавайки до съседни пристанища, първоначално извършват почти само каботажни плавания. Плаванията на гърци, финикийци и други народи, свързани с Античната колонизация, не следва да се отнасят към каботажа, защото се изследват и завладяват непознати земи.
Тъй като в настоящето време почти във всички страни на света каботажа е изключително право на търговския флот на тези държави, то „мореходният“ каботаж става равен на „юридическия“, т.е. под термина „каботажно плаване“ се разбира „плаване без излизане от териториални води на държавата“.
В Руската империя каботажът се определя като крайбрежно плаване, което при обичайните условия не изисква голям опит, теоретични знания и средства за мореходна астрономия, а според законите на империята е преход от едно руско пристанище в друго на същото море. Каботажът в Руската империя е разрешен само на нейните поданици и е под националния флаг. С цел развитие на каботажното корабоплаване, през 1784 г., по инициатива на княз Потьомкин на всички народи е предоставена свободата да търгуват в Херсон, Севастопол и Феодосия на собствени или наемни съдове.
Различават се голям каботаж (превоз на товари и пътници между пристанища, разположени на различни морета) и малък каботаж (превоз между пристанища на едно и също море).
По отношение на каботажа в бившия СССР се разглежда акваторията на свързани морета като едно общо море:
- Черно и Азовско море,
- Бяло море и Северния ледовит океан,
- Японско, Охотско и Берингово море.

Като правило, каботажът се осъществява от каботажен флот – съдове, предназначени за плаване в ограничен район, обикновено на неголеми разстояния от брега и пристанищата.